# Desktop Management Interface
Das Desktop Management Interface (DMI) ist ein standardisiertes Verfahren, um die Komponenten eines Rechners zu erkennen und zu verwalten. Aus Sicht des Benutzers ist es im Wesentlichen eine vom BIOS zur Verfügung gestellte Tabelle, aus welcher Informationen über das BIOS und das System in einer standardisierten Art und Weise ausgelesen werden können. Vorher waren diese Informationen so komplett nicht von einer standardisierten Quelle verfügbar.

## Geschichte
DMI war der erste Desktop Management-Standard. Er ist von der Distributed Management Task Force (DMTF) geschaffen worden.
Seit 1999 müssen OEMs und BIOS-Hersteller den DMI-Standard unterstützen, um ein Microsoft-Zertifikat zu erhalten.
Die DMI-Homepage ist ein Verzeichnis aller Informationen zu DMI von der Spezifikation bis zu Tools, welche die Registrierung DMI-zertifizierter Produkte unterstützen. Aufgrund des raschen Fortschritts bei DMTF-Technologien wie das Common Information Model (CIM) hat das DMTF einen „End of Life“-Prozess für das DMI definiert, welcher am 31. März 2005 auslief.

## Definition
DMI ist ein Teil der System Management BIOS-Spezifikation (SMBIOS). SMBIOS wurde geschaffen, um Datenstrukturen und Zugriffsverfahren zum Speichern und Abfragen von Informationen über den PC zur Verfügung zu stellen.
DMI ist eine Abstraktionsschicht zwischen den Systemkomponenten und der Software, welche diese verwalten.

## Anwendung
Der Linux-Kernel hat einen DMI-Decoder eingebaut und bestimmte Workarounds werden aufgrund von DMI-Informationen ein- oder ausgeschaltet. Um die kompletten DMI-Informationen auszulesen, gibt es das Tool dmidecode.
Vollständig DMI-kompatible PCs können auch von einer zentralen Managementkonsole über das Netzwerk überwacht werden, das hängt aber von den unterstützenden Protokollen ab, wie zum Beispiel SNMP.